# 스쿠쿰
스쿠쿰(Skookum)은 미국이 원산지인 다리 짧은 집고양이 종 중 하나이다. 스쿠쿰은 먼치킨과 라펌의 교배종이다. 스쿠쿰은 단모와 장모 모두 존재한다. 스쿠쿰은 또한 귀엽고 잘 울지 않는 고양이이다.

## 이름의 유래
스쿠쿰 품종을 개발한 사람에 따르면, 이 고양이의 이름은 미국 원주민의 지역 언어인 치누크에서 유래되었다고 한다. 그 언어에서의 "스쿠쿰"은 강하거나, 위대함 등을 뜻한다.

## 역사
스쿠쿰은 먼치킨과 라펌 사이의 교배에서 만들어진 고양이이다. 이 교배는 1990년 미국에서 로이 갈루샤에 의해 이루어졌다. 이 교배의 목적은 짧은 다리와 곱슬곱슬한 털을 가진 고양이 품종을 얻는 것이다. 교배 결과, 먼치킨과 같은 다리 길이를 가지며, 라펌과 같은 털 모양을 가진 고양이가 탄생했다. 미국, 유럽, 호주, 뉴질랜드의 많은 다른 고양이 사육사들이 이 사육 프로그램에 참여하고 있다.
스쿠쿰은 Independent European Registers, Dwarf Cat Association, 그리고 Catz Inc.라는 고양이 등록 단체에서 처음으로 실험용 고양이 품종으로 인정받았다. 그러나 "스쿠쿰"이라는 이름의 사용은 TICA의 승인을 받아야 한다.

## 특징
스쿠쿰은 다리가 짧은 고양이이다. 스쿠쿰은 짧은 털을 가지고 있고 다양한 무늬와 색깔로 된 털을 가지고 있다. 이 털의 질감은 부드럽다. 이 고양이는 수컷의 몸무게가 약 5파운드에서 9파운드(약 4kg)에 불과하고 암컷은 약 4파운드(약 1.8kg)에서 8파운드(약 3.6kg)에 불과하기 때문에 가장 작고 가벼운 고양이 종으로 여겨진다.

## 성격
스쿠쿰은 조용하고 사랑스럽고 귀여운 고양이이다. 또한 호기심이 많다. 활동적이기에, 여행도 좋아한다. 비록 다리가 짧지만, 스쿠쿰은 점프와 등산을 즐기는 고양이이다.

## 건강
스쿠쿰의 건강 문제는 아직 알려지지 않았다.

## 참고
- Video tentang profil ras skookum 보관됨 2014-08-31 - 웨이백 머신 di Cats 101

## 같이 보기
- 라펌
- 먼치킨